# Верхня Мітюковка
Верхня Мітюко́вка (рос. Верхняя Митюковка, башк. Үрге Митюковка) — хутір у складі Федоровського району Башкортостану, Росія. Входить до складу Теняєвської сільської ради.
Населення — 3 особи (2010; 7 в 2002).
Національний склад:
- чуваші — 100%